# ماگناسینی
ماگناسینی (به لاتین: Magnassini) یک منطقهٔ مسکونی در اتحاد قمر است که در آنژوان واقع شده‌است.

## خصوصیات
ماگناسینی ۲٬۶۲۸ نفر جمعیت دارد.